# Hojas de hierba
Hojas de hierba (Leaves of Grass, en inglés) (1855) es un libro de poemas del poeta estadounidense Walt Whitman (1819–1892). Entre los textos están «Canto de mí mismo», «Yo canto al cuerpo eléctrico», «De la cuna que se mece eternamente» y, en las posteriores ediciones, la elegía al asesinado presidente Abraham Lincoln (¡Oh, Capitán! ¡Mi Capitán!).
Aunque la primera edición fue publicada en 1855, Whitman pasó la mayor parte de su vida profesional escribiendo y editando Hojas de hierba, revisándolo en múltiples ocasiones hasta su fallecimiento. Esto dio lugar a ediciones muy diferentes a lo largo de cuatro décadas: desde una primera edición, de tan sólo doce poemas, hasta la última, que reunía más de cuatrocientos.
Los poemas de Hojas de hierba están conectados entre sí, cada uno representando la celebración de Whitman de su filosofía de la vida y de la humanidad. Este libro se caracteriza por su alegría y alabanza de los sentidos en un momento en el que las manifestaciones en primera persona y la expresión del uno mismo se consideraba inmoral. Mientras la mayoría de la poesía anterior, especialmente la inglesa, se basaba en el simbolismo, la alegoría y la meditación en motivos religiosos y espirituales, Hojas de hierba (especialmente la primera edición) exaltó el cuerpo y el mundo material. Bajo la influencia de Ralph Waldo Emerson y el movimiento trascendentalista, una rama del romanticismo, la poesía de Whitman elogia la naturaleza y el papel del individuo humano en ella. Sin embargo, al igual que Emerson, Whitman no disminuye el papel de la mente o el espíritu, sino que eleva la forma y la mente humana, considerando ambas algo digno de alabanza poética.

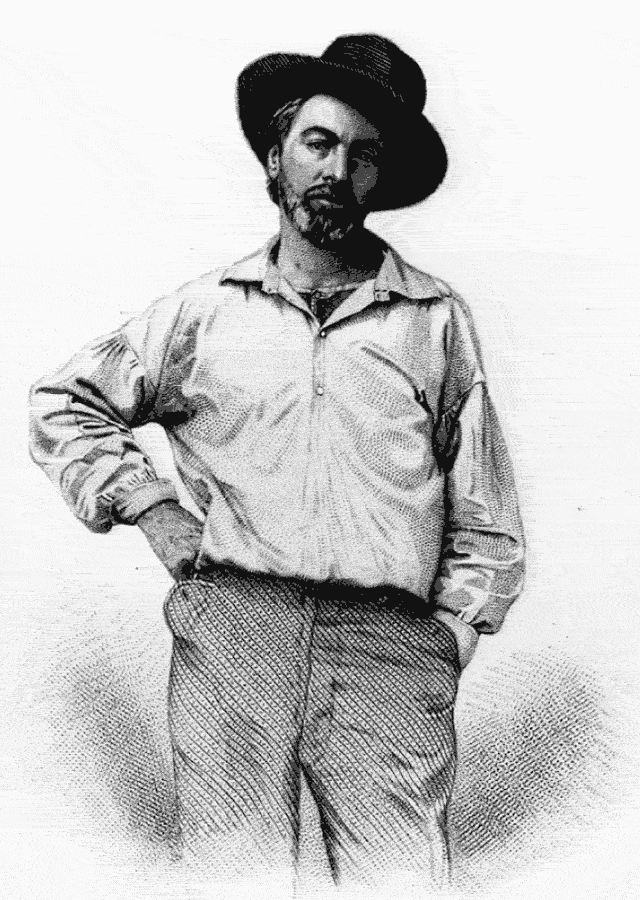
Frontispicio de la primera edición, 1855

## Ediciones
Walter Whitman publicó en 1855 la primera edición de Hojas de hierba, que continuaría reeditando toda su vida, hasta sumar un total de nueve ediciones; la novena, denominada «the deathbed edition» (la edición del lecho de muerte), de 1892, es considerada la definitiva. En la nota del autor de esa edición, éste dice que es la que prefiere y recomienda, pues es la completa y autorizada.
En cada edición, Whitman agregaba nuevos poemas, corregía los anteriores, suprimía líneas, o incluso poemas enteros. Su estructura es abierta: no tiene fin. Asimismo, puede tomarse en cualquier punto y leerse hacia atrás o delante, pues es también circular.
- En 1855 publicó la primera edición de Hojas de hierba, que no llevaba su nombre ni el de su editor. Constaba de doce poemas sin título, un prefacio y el retrato de Whitman.
- En 1856 apareció la segunda edición, en la que se incluía una carta personal de Emerson en la que éste le felicitaba ante los «inicios de una gran carrera». Contenía treinta y dos poemas titulados.
- En 1860 se publicó en Boston la tercera edición de Hojas de hierba. Contenía ciento cincuenta y cuatro poemas. A los anteriores se agregaban ahora fragmentos de «Cánticos democráticos», «Hijos de Adán», «Calamus», «Hojas mensajeras» y «Pensamientos». Se incluyen por entero «De la cuna que se mece eternamente» y «Con el reflujo del océano de la vida».
- En 1865 vieron la luz «Redobles de tambor» y el apéndice a los mismos, que iban a agregarse a la cuarta edición de Hojas de hierba, impresa dos años después. Ésta contenía, además, ocho nuevos poemas. Whitman corrigió, recompuso y retiró poemas incorporados a las tres ediciones anteriores.
- En 1871 se publicó la quinta edición, que agrega «Navegar a las Indias» y nuevos poemas.
- En 1876 apareció la sexta edición de Hojas de hierba, ampliada en dos tomos.
- En 1881 apareció la séptima edición, contra la cual se inició un proceso judicial por inmoralidad. La mayor parte de los poemas reciben en esta edición su redacción y títulos definitivos.
- En 1889 la octava edición agregó tres poemas largos publicados previamente en fascículos independientes y Whitman comienza a preparar la edición llamada «del lecho de muerte», que completó antes de fallecer en 1892.
- En 1897, la décima edición agregó «Ecos de la vejez» y unos pocos poemas póstumos.

## Legado
El estatus de Hojas de hierba como una de las colecciones más importantes de poesía estadounidense ha significado que, con el tiempo, diversos grupos y movimientos la hayan utilizado, y el trabajo de Whitman en general, para promover sus propios fines políticos y sociales. Por ejemplo:
- En la primera mitad del siglo XX, la popular serie Little Blue Book presentó el trabajo de Whitman a un público más amplio que nunca. Se trataba de una serie que respaldaba puntos de vista socialistas y progresistas; la publicación conectó el enfoque del poeta en el hombre común con el empoderamiento de la clase trabajadora.
- El trabajo de Whitman también se ha reivindicado en nombre de la igualdad racial. En un prefacio a la antología de 1946, I Hear the People Singing: poemas selectos de Walt Whitman, Langston Hughes escribió que las "palabras que abarcan todo" de Whitman encierran armas con trabajadores y granjeros, negros y blancos, asiáticos y europeos, siervos y hombres libres, radiante democracia para todos".[2]
- De manera similar, un volumen de poesía de Whitman publicado en 1970 por la Agencia de Información de los Estados Unidos describe a Whitman como un hombre que "se mezclará indiscriminadamente" con la gente. El volumen, que se presentó para una audiencia internacional, intentó presentar a Whitman como representante de una América que acepta personas de todos los grupos.[2]

Sin embargo Whitman ha sido criticado por el nacionalismo expresado en Hojas de hierba y otras obras. Nathanael O'Reilly en un ensayo sobre "El nacionalismo de Walt Whitman en la primera edición de Hojas de hierba" afirma que "Whitman imaginó que Estados Unidos es arrogante, expansionista, jerárquico, racista y exclusivo; tal Estados Unidos es inaceptable para los nativos americanos, afroamericanos, inmigrantes, discapacitados, infértiles y todos aquellos que valoran la igualdad de derechos".

## Arreglos musicales
- 1992 Robert Strassburg (1915-2003) - The Leaves of Grass: A Choral Symphony[4][5][6]
- 2005 Fred Hersch (1955) - Leaves of Grass [7]